# Nezamyslice
Nezamyslice jsou městys v okrese Prostějov v Olomouckém kraji. Žije zde přibližně 1 500 obyvatel.

## Historie
První písemná zmínka pochází z roku 1276, ale nikoli o obci, ale o šlechtickém rodu, který se psal podle Nezamyslic. V roce 1371 je uváděna tvrz. Z roku 1749 je známa pečeť, v jejímž horním poli je poloviční postava Panny Marie, dole osmihrotá hvězda. Císařským patentem byly povýšeny roku 1907 na městečko, 10. října 2006 byl obci status městyse vrácen.

## Obyvatelstvo

### Struktura
Vývoj počtu obyvatel za celou obec i za její jednotlivé části uvádí tabulka níže, ve které se zobrazuje i příslušnost jednotlivých částí k obci či následné odtržení.
| Místní části   | Místní části     | 1869 | 1880  | 1890  | 1900  | 1910  | 1921  | 1930  | 1950  | 1961  | 1970  | 1980  | 1991  | 2001  | 2011  | 2021  |
| -------------- | ---------------- | ---- | ----- | ----- | ----- | ----- | ----- | ----- | ----- | ----- | ----- | ----- | ----- | ----- | ----- | ----- |
| Počet obyvatel | část Nezamyslice | 980  | 1 127 | 1 155 | 1 269 | 1 416 | 1 469 | 1 500 | 1 306 | 1 423 | 1 396 | 1 401 | 1 291 | 1 277 | 1 434 | 1 479 |
| Počet domů     | část Nezamyslice | 152  | 174   | 183   | 200   | 210   | 222   | 277   | 304   | 324   | 350   | 366   | 400   | 401   | 466   | 468   |

## Správa městyse

### Části městyse
- Nezamyslice
- Těšice

### Symboly městyse
Znak a vlajka byly městysi uděleny rozhodnutím předsedy Poslanecké sněmovny Parlamentu České republiky dne 2. září 1994.

#### Znak
Základem je erb vladyků z Nezamyslic, doplněný symbolem ze staré pečeti. Popis znaku: Z levého okraje modrého štítu vynikají dvě stříbrné koňské hlavy s krky a červenými jazyky nad sebou. Pod nimi je zlatá osmihrotá hvězda. Prapor obce tvoří list se třemi vodorovnými pruhy - bílý, modrý, v jehož středu je žlutá osmicípá hvězda a bílý pruh.

## Doprava

### Silniční doprava
Územím obce prochází dálnice D1 a silnice I/47 v úseku Vyškov – Kroměříž.
Dále tudy vedou i silnice III. třídy:
- III/42811 Těšice – Tištín
- III/42812 Víceměřice – Nezamyslice – Tištín
- III/43313 Dřevnovice – žst. Nezamyslice – III/42812
- III/43315 Těšice – Dřevnovice

### Železniční doprava
Nezamyslice jsou významným železničním uzlem. Leží na trati 300 Brno–Přerov a odbočuje zde i trat č. 301 přes Prostějov do Olomouce. V nedávné minulosti zde odbočovala i místní dráha do Morkovic, která však byla zrušena a dnes je na jejím tělese cyklostezka.
Je zde široká nabídka spojů, osobní vlaky Nezamyslice – Olomouc – Šumperk – Kouty nad Desnou, Nezamyslice – Přerov – Olomouc a Vyškov na Moravě – Nezamyslice. Zastavují zde rychlíky Brno – Šumperk a víkendové spěšné vlaky do Frenštátu pod Radhoštěm. V pracovní dny je nabídka spojů větší než o víkendu.

## Pamětihodnosti
- Zámek Nezamyslice
- Kostel svatého Václava z roku 1697
- Kaple Panny Marie
- Fara

## Fotogalerie

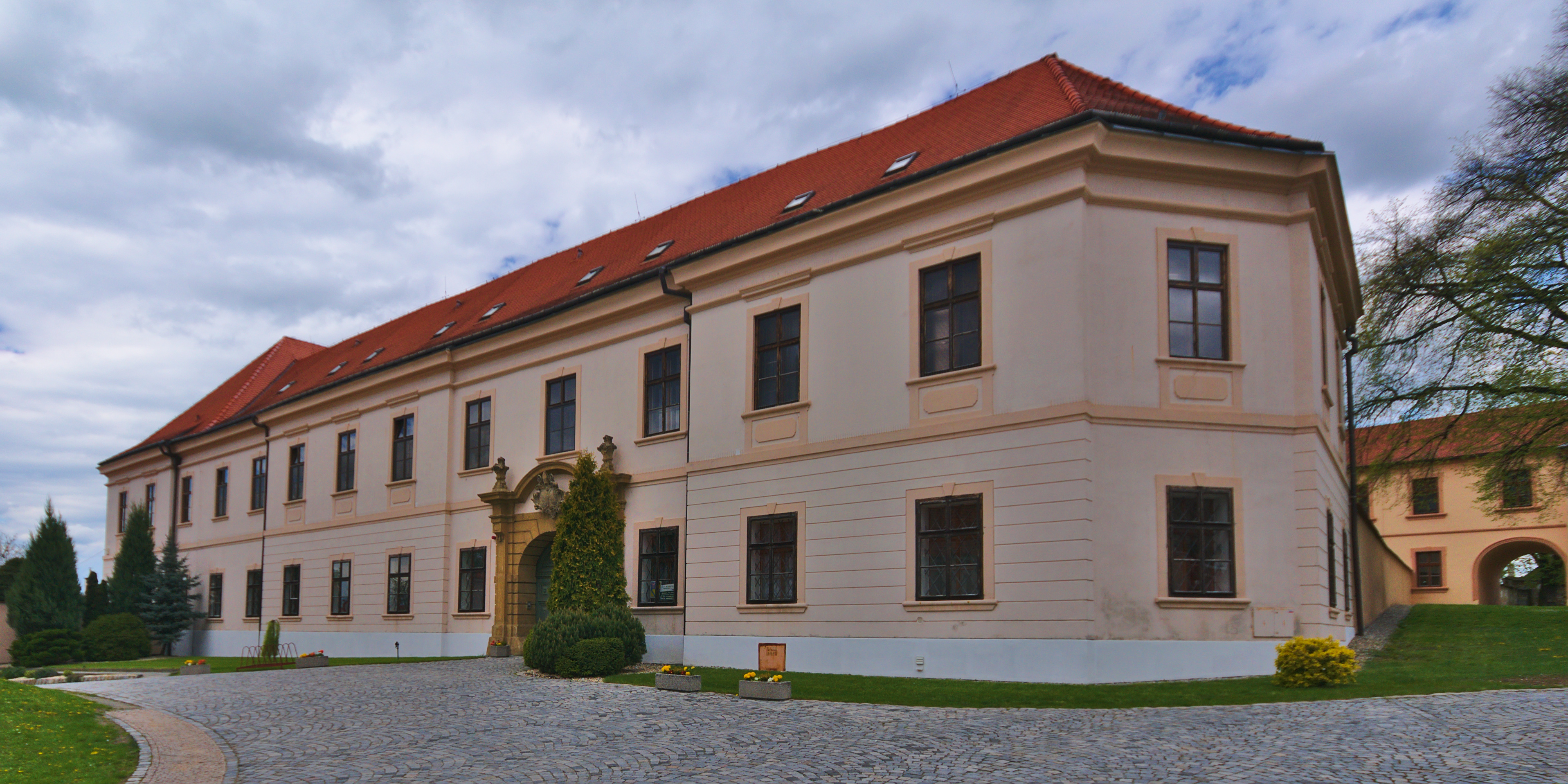
Zámek
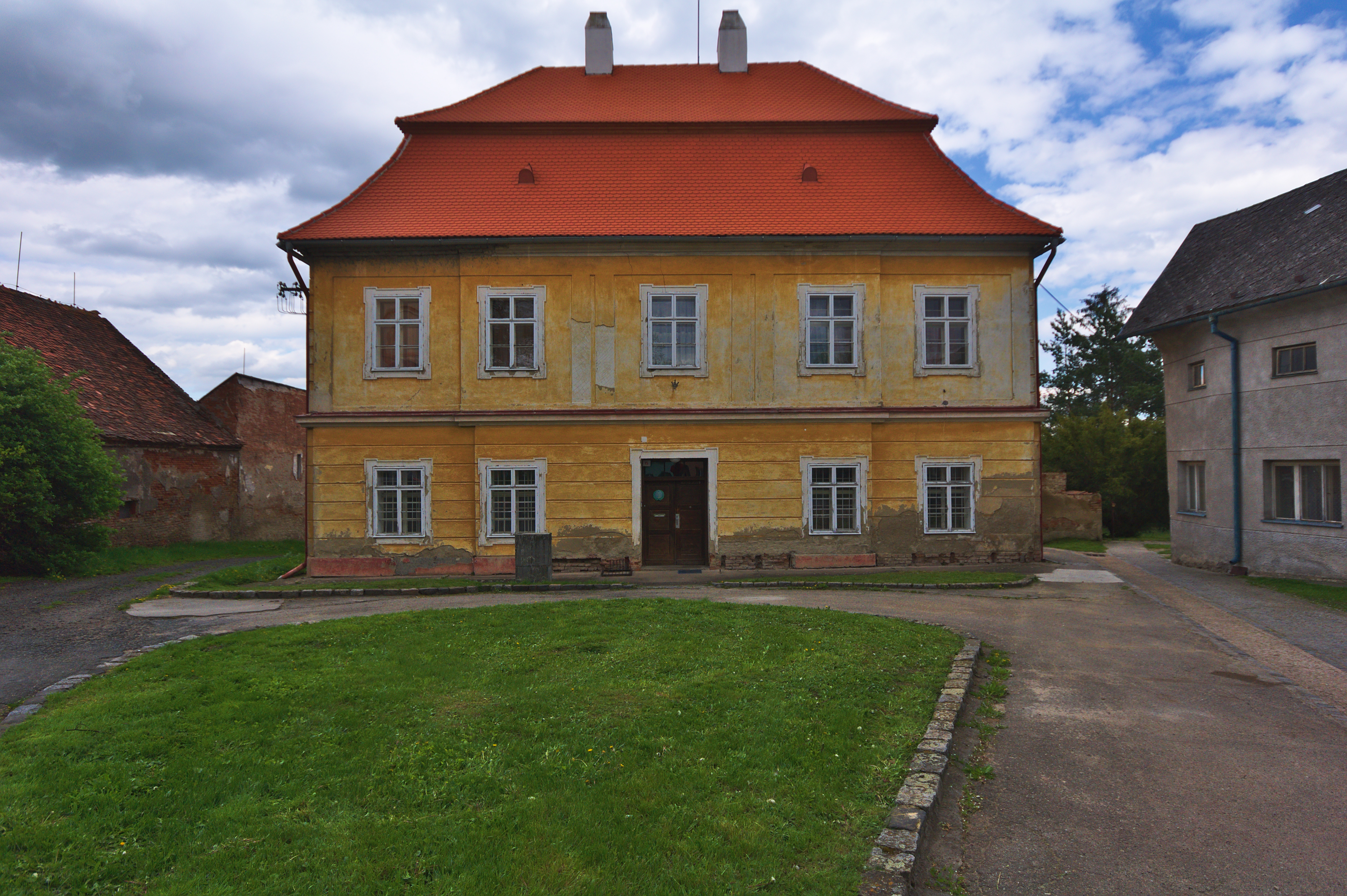
Fara
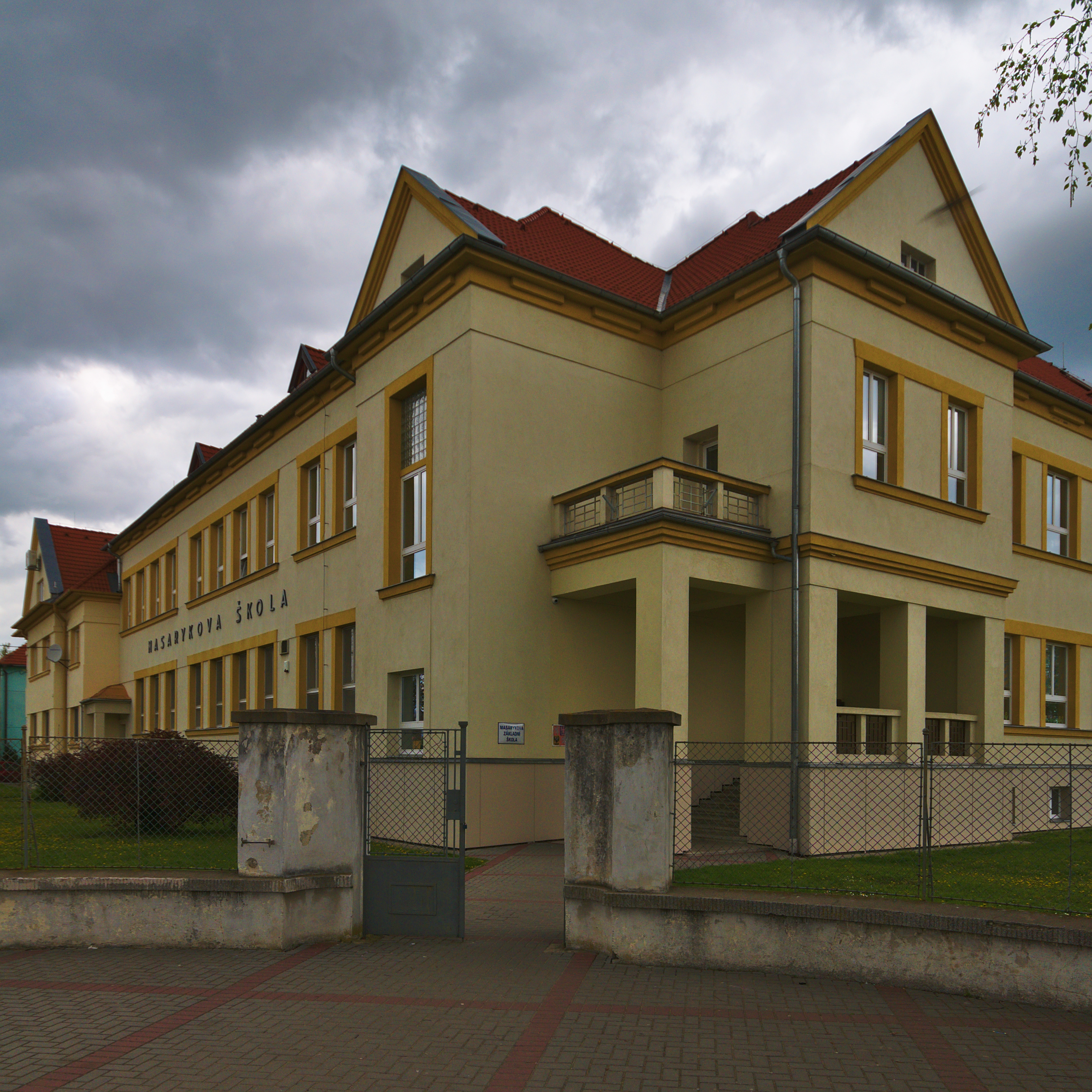
Masarykova škola
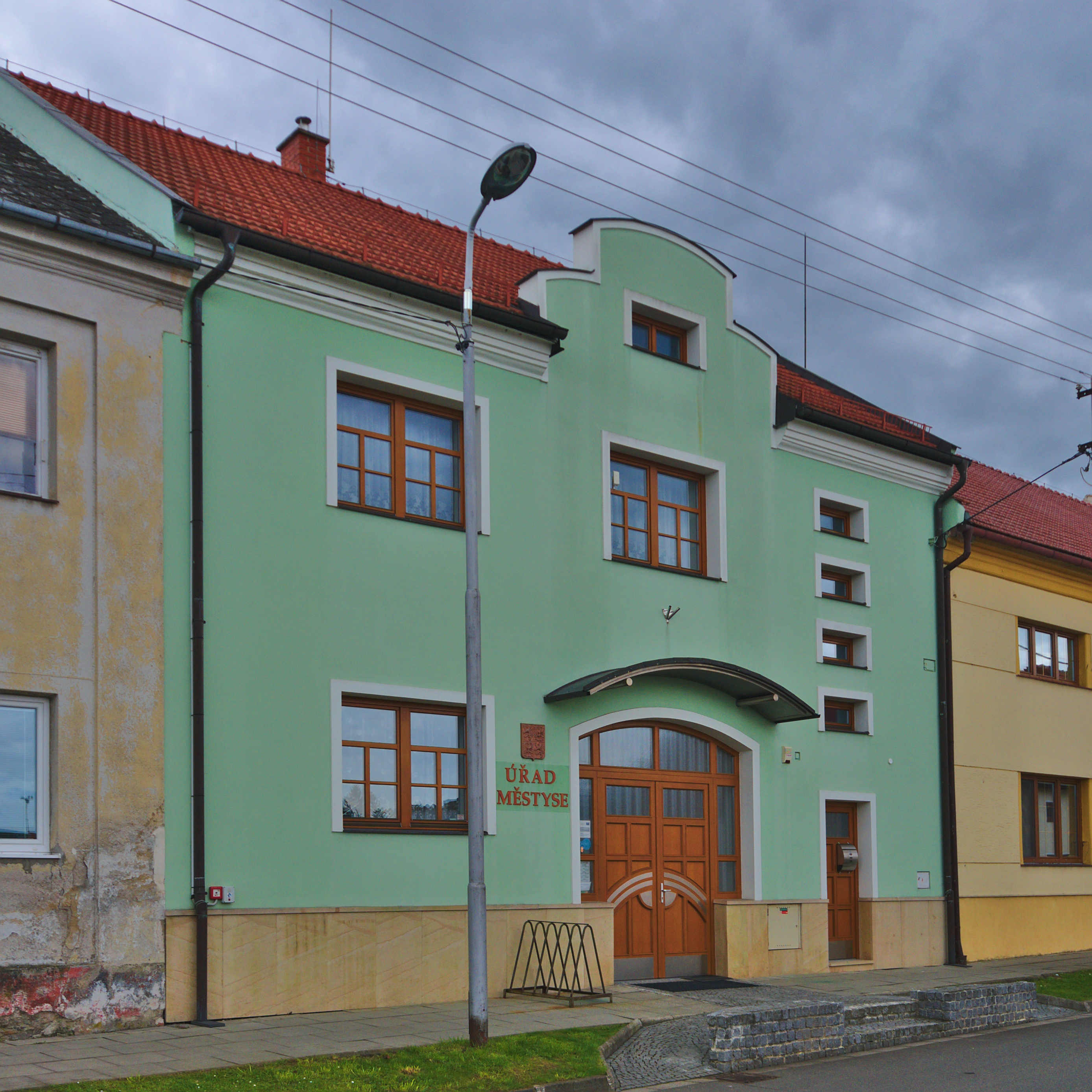
Obecní úřad
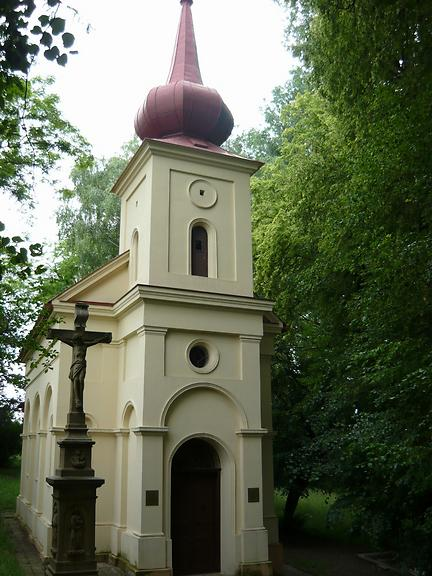
Kaple Panny Marie
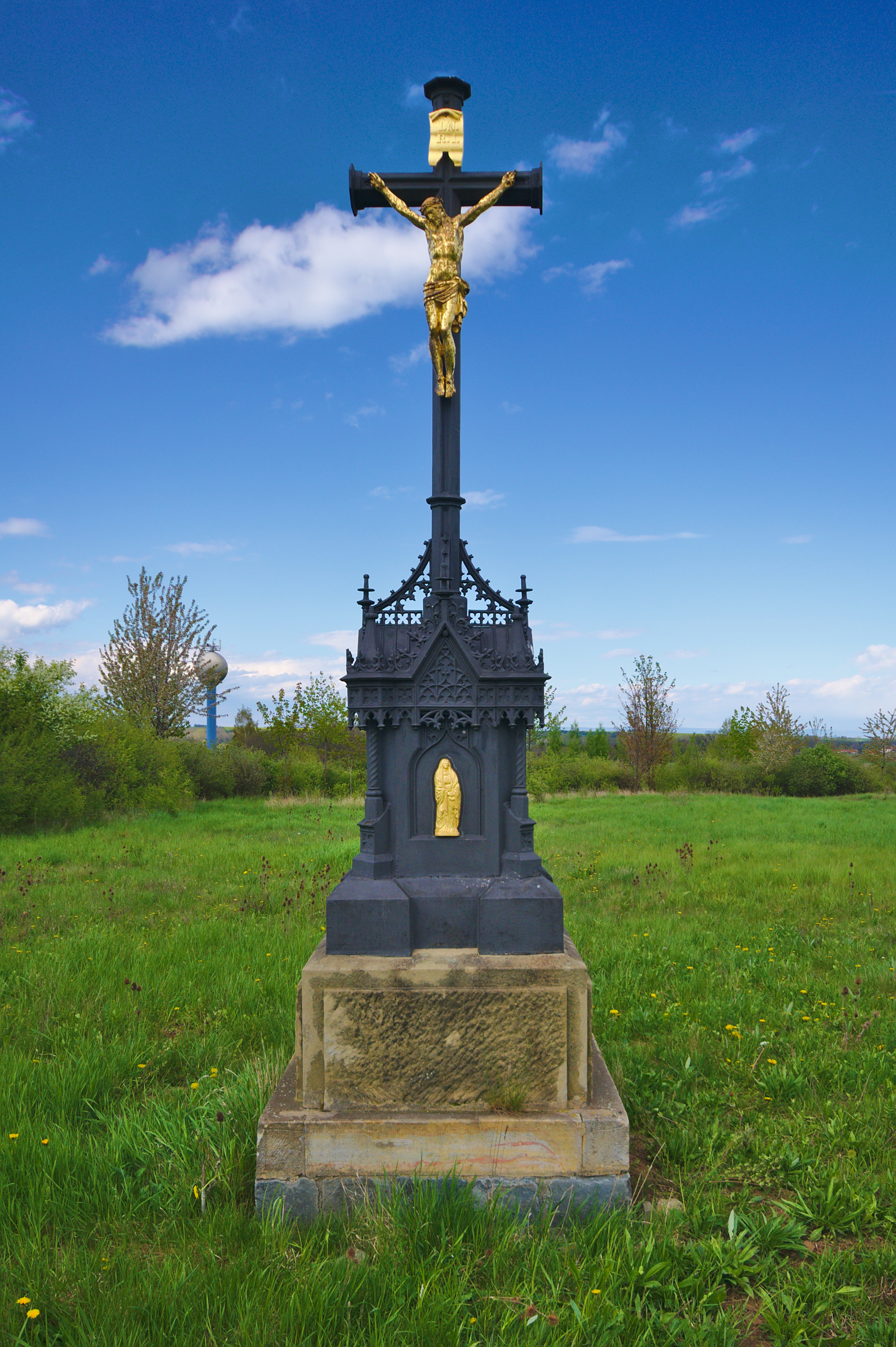
Kříž u silnice do Tištína
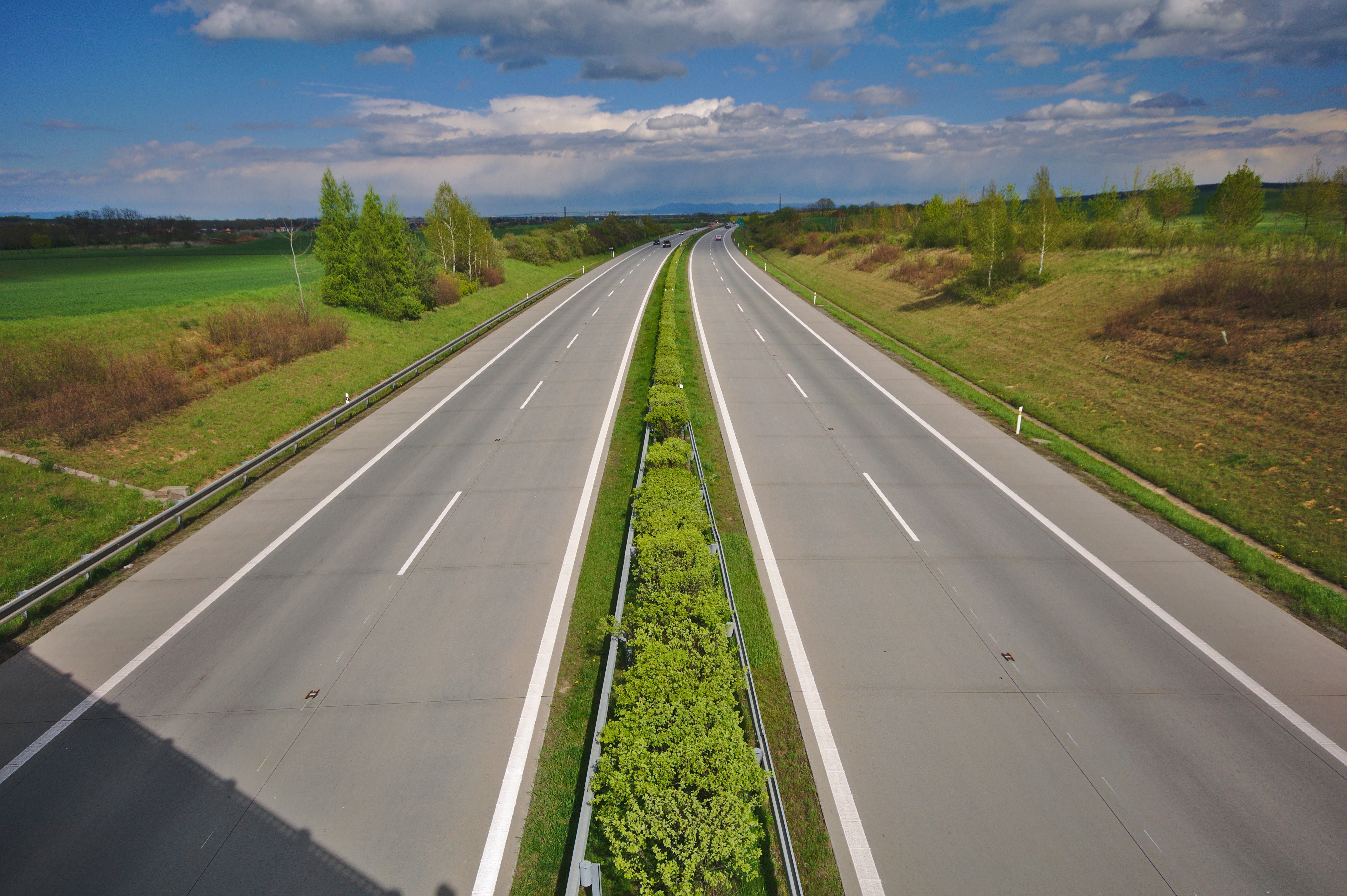
Dálnice D1 u obce
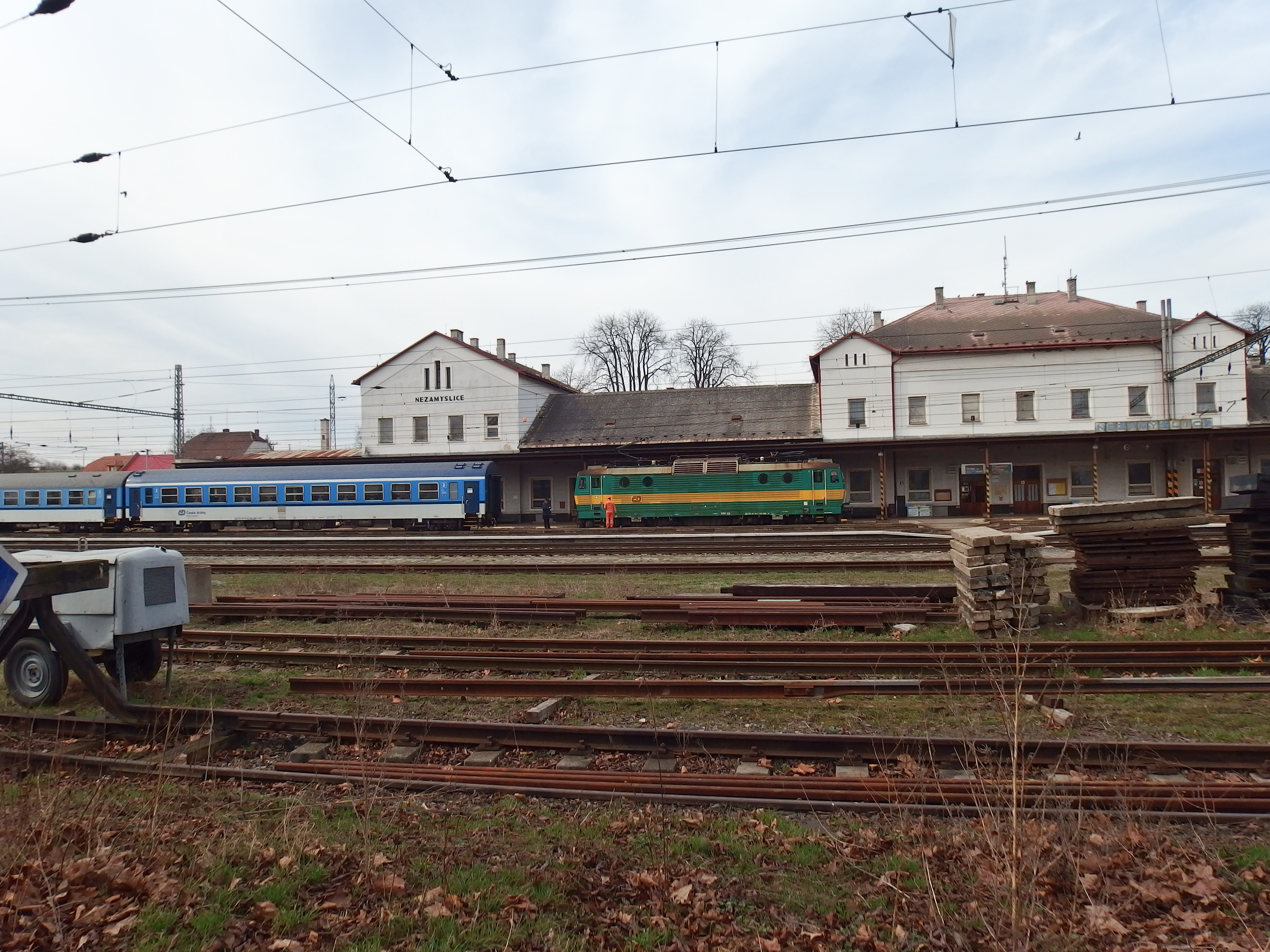
Nádraží